# Sewards End
Sewards End – wieś i civil parish w Anglii, w hrabstwie Essex, w dystrykcie Uttlesford. Leży 35 km na północny zachód od miasta Chelmsford i 64 km na północny wschód od Londynu. W 2011 roku civil parish liczyła 511 mieszkańców. Sewards End civil parish, został utworzony w 2004 roku.